# Kanton Châteauneuf-de-Randon

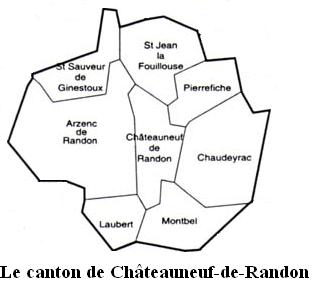
Die Gemeinden im Kanton

Der Kanton Châteauneuf-de-Randon war bis 2015 ein französischer Wahlkreis im Arrondissement Mende, im Département Lozère und in der Region Languedoc-Roussillon; sein Hauptort war Châteauneuf-de-Randon.
Der Kanton Châteauneuf-de-Randon war 243,17 km² groß und hatte (1999) 1632 Einwohner, was einer Bevölkerungsdichte von 7 Einwohnern pro km² entsprach.

## Gemeinden
Der Kanton bestand aus acht Gemeinden:
| Gemeinde                   | Einwohner Jahr | Fläche km² | Bevölkerungsdichte | Code INSEE | Postleitzahl |
| -------------------------- | -------------- | ---------- | ------------------ | ---------- | ------------ |
| Arzenc-de-Randon           | 209 (2013)     | –          | – Einw./km²        | 48008      | 48170        |
| Châteauneuf-de-Randon      | 555 (2013)     | –          | – Einw./km²        | 48043      | 48170        |
| Chaudeyrac                 | 305 (2013)     | –          | – Einw./km²        | 48045      | 48170        |
| Laubert                    | 110 (2013)     | –          | – Einw./km²        | 48082      | 48170        |
| Montbel                    | 131 (2013)     | –          | – Einw./km²        | 48100      | 48170        |
| Pierrefiche                | 164 (2013)     | –          | – Einw./km²        | 48112      | 48300        |
| Saint-Jean-la-Fouillouse   | 160 (2013)     | –          | – Einw./km²        | 48160      | 48170        |
| Saint-Sauveur-de-Ginestoux | 54 (2013)      | –          | – Einw./km²        | 48182      | 48170        |